# Anchisaurus polyzelus
Anchisaurus polyzelus (Polyzels "nästan ödla") är en art av dinosaurier som tillhör släktet Anchisaurus, en anchisaurid från äldre jura i det som idag är Nordamerika.

## Etymologi
Namnet Anchisaurus myntades för att ersätta namnet Amphisaurus, som i sin tur hade fått ersätta Hitchcocks namn Megadactylus. Båda hade redan använts till andra organismer innan. Namnet Anchisaurus kommer från grekiskans αγκηι/agkhi (anchi-), som betyder 'nästan', samt σαῦρος/sauros, som betyder 'ödla'. Detta hänvisar troligen till Marshs tolkning av släktet som en felande länk mellan primitiva och mer utvecklade dinosaurier (vid den tiden var Palaeosaurus ett exempel på vad som var tänkt som en primitiv dinosaurie). 

## Fynd
Det första fyndet av Anchisaurus gjordes innan man kände till något om dinosaurier alls, och var troligen den första dinosaurien som någonsin hittats i Nordamerika. Vid den tiden, år 1818, återfanns några stora, förstenade ben i Connecticut Valley, USA, vilka kom att tas för att vara av mänskligt ursprung. (År 1912 granskade Richard Swan Lull på nytt fossilen som hittades i Connecticut Valley, och han hänvisade materialet till prosauropoden Anchisaurus.) Så småningom började antalet av dessa ben, som ett resultat av vidare fynd i Massachusetts, att hopa sig, och vid 1855 bestämde man dem som fynd av en reptil. Hitchcock samlade in dessa ben under namnet Megadactylus år 1865 (uppkallad efter hans son E. Hitchcock Jr.). Olyckligtvis var namnet redan taget, och den berömde paleontologen Othniel Charles Marsh ändrade namnet på fyndet till Anchisaurus år 1885. Kvarlevor som tros ha tillhört detta släkte har hittats i Sydafrika och Kina, vilket styrker teorin om att dessa kontinenter vid denna tid var grupperade i en enda superkontinent, Pangaea. Ett fynd i Nova Scotia, Kanada, kan också vara en Anchisaurus, men detta är inte säkert.
Idag saknas fortfarande skelettdelar av Anchisaurus för att göra dess skelett fullständigt. Vid rekonstruktioner av skelettet antar man att halsen och svansen var prosauropod-lika. Emellertid placerar nyligen gjorda analyser Anchisaurus bestämt vid basen av Sauropodas släktträd, vilket gör den till den mest basala kända sauropoden.

## Beskrivning
Eftersom den av misstag togs för att vara resterna av en människa skulle man kunna tro att Anchisaurus var en tämligen liten dinosaurie, vilket den också var med en längd på enbart runt 2,4 meter. Den vägde troligen runt 27 kg. Dock var Marshs art A. major (även känd som Ammosaurus major) större, med en uppmätt längd på mellan 2,5 och 4 m, samt med några beräkningar av vikten upp till 70 kg. Alla arter av Anchisaurus levde under äldre delen av juraperioden, mellan pliensbachian- och toarcianepokerna, 195 till 177 miljoner år sedan.
Att spjälka växtmaterial är en långt mer intensiv biokemisk process än att spjälka kött, och därmed behövde växtätande dinosaurier en stor mag- och tarmkanal. Eftersom denna var tvungen att befinna sig framför bäckenbenet blev det svårare att balansera på bakbenen, och då dinosaurierna blev allt större utvecklade de gradvis en fyrbent position som karaktäriserar de senare sauropoderna som till exempel Diplodocus och Apatosaurus. Prosauropoder representerades då av en mellanfas mellan den tidigaste, tvåbenta växtätaren och den senare, gigantiska sauropoden. Anchisaurus var typisk för denna grupp då den blomstrade en kort tid under slutet av trias och början av jura. Den borde ha tillbringat den mesta av sin tid på alla fyra men kan också ha rest sig upp på bakbenen för att nå högre placerade växter.

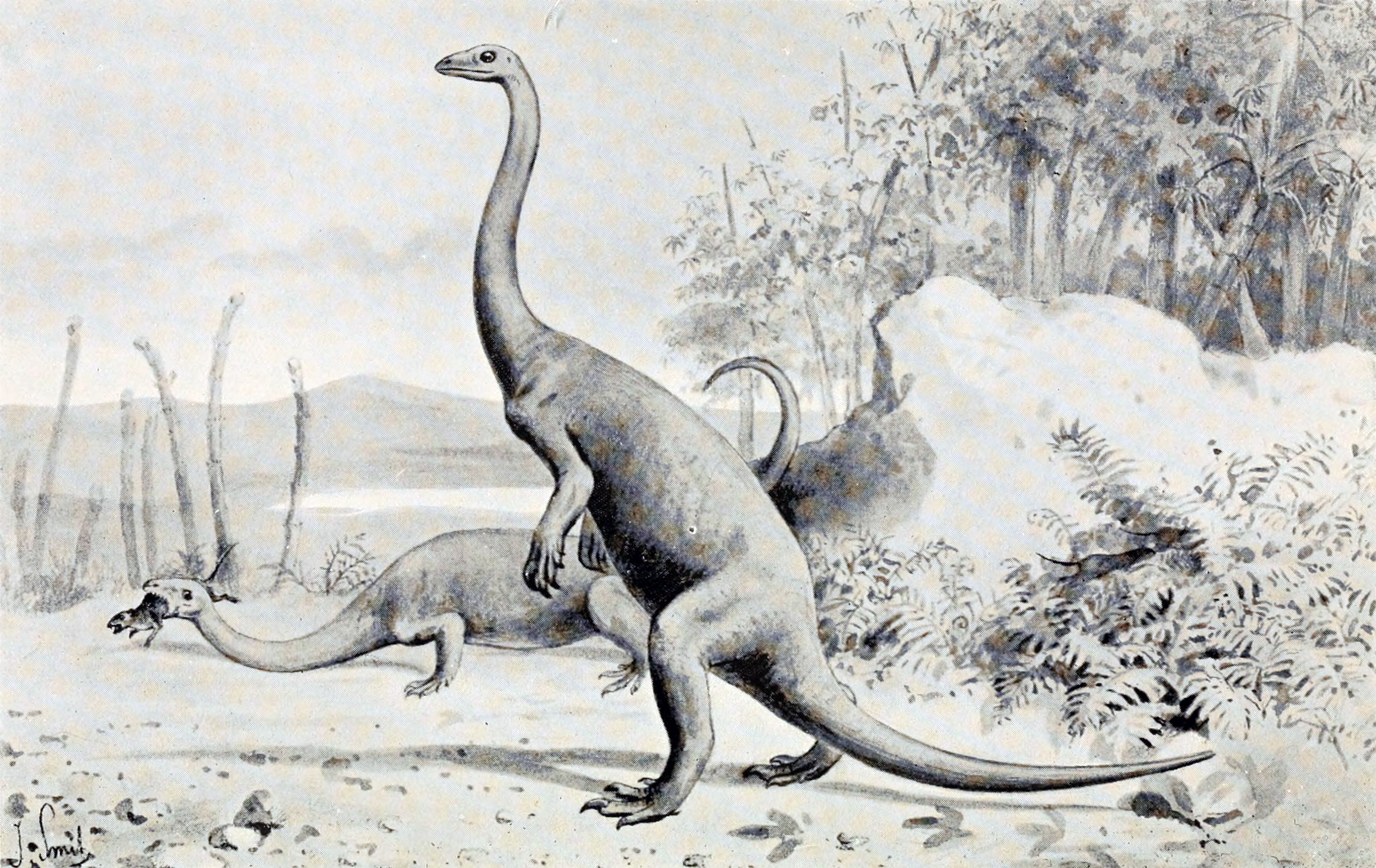
En äldre illustration av Anchisaurus, gjord av Joseph Smit år 1894 för Creatures of Other Days.

Å andra sidan tror vissa paleontologer att Anchisaurus kan ha drygat ut sin kost på växter med kött, så som ibland var brukligt i övergången mellan dessa två slutligen olika grupperna. Tänderna var avtrubbade men hade taggiga kanter, vilket föreslår att den åt växtmaterial och att käkleden var arrangerad för att inte bara lämpa sig för att slita i kött. Icke desto mindre pågår det fortfarande en viss debatt. Tummen hade en stor klo och de stora ögonen var inte helt placerade på sidorna, vilket de ofta är hos djur som fruktar att bli anfallna av predatorer. Då djuren har ögon med denna placering kan de spana av ett större område i jakten på fiender. Rovdjur så som lejon och även vi människor har framåtriktade ögon för att kunna bedöma avståndet till bytet bättre.
Då Anchisaurus var ett mellanting av en fyrbent och en tvåbent växtätare var den tvungen att ha armar byggda för flera ändamål. Som 'händer' kunde de vändas inåt och användas för att gripa tag i föremål. Den hade ett enkelt vändbart första 'finger' som liknade en tumme. Använda som fötter kunde de fem tårna på händerna placeras platt emot marken, och de var starka vid vristen. Denna ospecialiserade formgivning är typisk för tidiga dinosaurier.

## Klassificering
Eftersom Anchisaurus var så primitiv klassificerades den tidigt som en prosauropod, vilket är den grupp som antas vara föregångarna till sauropoderna. Dock är detta faktum idag är omtvistat. Nyligen gjorda undersökningar visar att gruppen Prosauropoda formar en monofyletisk systergrupp till Sauropoda och att Anchisaurus i stället är en väldigt basal sauropod. 
Marsh var ursprungligen glad över Hitchcocks namn Megadactylus trots att detta redan var upptaget. Därför ändrade han namnet till Amphisaurus år 1882. Emellertid var detta namn också upptaget, och därmed fick släktet heta Anchisaurus år 1885. Typarten är Hitchcocks A. polyzelus. Marshs A. major ("större nästan ödla") anses fortfarande vara en gällande art (som Ammosaurus), men hans A. colurus (1891), som en gång i tiden var känd som Yaleosaurus (von Huene, 1932), accepteras nu allmänt som en kvinnlig A. polyzelus, och hans A. solus från år 1892 har nu klassificerats om som Ammosaurus major. Emellertid kan Ammosaurus major själv vara en synonym till A. polyzelus. 
Broom namngav Gyposaurus capensis år 1911, baserat på ben som hittats i Sydfrika, men Peter Galton ändrade officiellt namnet till A. capensis år 1976. Denna art har sedan dess klassificerats om igen och är troligen ett ungdjur som tillhör arten Massospondylus carinatus. G. sinensis räknades också in här, men den verkar vara en särskild art. Andra exemplar väntar fortfarande på en omklassificering. Denna förvirring är typisk då det gäller de först hittade dinosaurierna, eftersom klassificering inte var så precis som idag eller antogs vara av större vikt som man gör idag.

## Inom populärkultur
En Anchisaurus attackerades av en flock megapnosaurier i Då dinosaurierna härskade i Amerika innan den slutligen dödades av en Dilophosaurus.